# Dinskoj rajon
Il Dinskoj rajon (in russo Белореченский район?) è un rajon del Kraj di Krasnodar, nella Russia europea.